# 筑紫広門
筑紫 広門（つくし ひろかど）は、戦国時代から江戸時代前期にかけての武将・大名。肥前国勝尾城主。

## 出自
筑紫氏は足利直冬の末裔とも少弐氏の庶流ともいう。筑前国御笠郡筑紫の地頭、国人。

## 生涯
弘治2年（1556年）、筑紫惟門の子として誕生。父・惟門は大友氏に降伏し、まもなく没したため（自害説もある）家督を継ぐ。
天正6年（1578年）の耳川の戦いで大友氏が大敗すると、秋月種実・原田隆種・宗像氏貞・龍造寺隆信らと共に反旗を翻すなど反抗するようになり、立花道雪・高橋紹運らと幾度も戦闘を行う。なお、「北肥戦記」によると1578年、筑紫広門の弟・筑紫晴門が11歳となったのであるが、鍋島直茂の養子となり佐嘉へ同道して行った。
ところが、天正14年（1586年）、高橋紹運の次男・高橋統増（立花直次）に娘を嫁がせて縁戚となり、再び大友氏の傘下となったため、同年に起こった岩屋城の戦いの際には大友氏に味方し、島津氏に攻められて領地を奪われた。この際の肥前鷹取城攻防戦では、弟・左衛門大夫晴門が大手口で島津方の川上忠堅と壮絶な一騎討ちを演じて相討ちとなった。自身も島津軍の捕虜となって筑後大善寺に幽閉されるが、翌年に豊臣秀吉の九州平定が始まり島津軍が撤退すると、幽閉先から脱出し家臣を集めて旧領を奪回。その功を賞されて、筑後国上妻郡（現福岡県八女市）に18,000石の所領を与えられた。
文禄元年（1592年）から始まる文禄・慶長の役にも参陣し、小早川隆景の配下の部隊として全羅道に奮戦し、碧蹄館の戦いや星州谷城防戦、加徳島の戦いなどに参戦し功を挙げた。慶長5年（1600年）の関ヶ原の戦いでは嗣子・主水正広門が西軍となり京極高次が守る大津城を攻めた。自身は東軍として筑後の居城で篭城する。西軍主力が関ヶ原で敗戦した後、徳川家康によって筑紫氏は改易された。その後は剃髪して夢庵と号し黒田長政や加藤清正を頼り、加藤家改易後は細川氏を頼った。
元和9年（1623年）、死去。

## 逸話
島津軍に敗れ、幽閉の身となっていた際に、「忍ぶれば　いつか世に出ん折やある　奥まで照らせ　山のはの月」という和歌を詠んだというが、これを聞いた人達は、「昔は広門、今は狭門」と嘲笑したとされる（しかし、和歌の内容と同じように旧領は取り戻している）。

## 子孫
広門の死後、跡継ぎの主水正広門は、大坂の陣の戦功で寛永4年（1627年）に3,000石の所領を与えられ、子孫は3,000石の旗本寄合席として存続した。
「寛政重修諸家譜」では、実子の栄門（掃部）は柳河藩立花氏家臣、同じく実子の重門（左近）は熊本藩細川氏家臣になったとしている。このほか、『二本松市史』では、四男辰門は若江五右衛門を称し、その子義門・直門は共に陸奥二本松藩丹羽家に仕え、直門は林平介を名乗り、子孫は二本松藩士として続いている。
娘の永雲院は立花直次の継室となり、四男の立花忠茂を生んだ。忠茂は立花宗茂の養子となり、筑後柳川藩主となった。